# Paraipaba (kommun)
Paraipaba är en kommun i Brasilien.   Den ligger i delstaten Ceará, i den östra delen av landet, 1 700 km nordost om huvudstaden Brasília. Antalet invånare är 30 041.
Följande samhällen finns i Paraipaba:
- Paraipaba

Omgivningarna runt Paraipaba är huvudsakligen savann. Runt Paraipaba är det ganska tätbefolkat, med 139 invånare per kvadratkilometer.